# Chiasso
Chiasso[kjasːo] je grad na jugu Švicarske, u kantonu Ticino na granici s Italijom.

## Povijest
Prvi se puta spominje 1140 kao Claso.

## Stanovništvo
Stanovnici govore talijanski i većinom su Rimokatolici.

## Vanjske poveznice
- Službena stranica